# Montesa Mini-Mini
|  | No s'ha de confondre amb Mini Montesa. |

La Montesa Mini-Mini, escrit de vegades Mini Mini, fou un model de minimoto plegable fabricat per Montesa entre 1970 i 1972. Duia un motor de dos temps monocilíndric refrigerat per aire de 48,76 cc amb canvi automàtic (el conegut model G50 de la firma alemanya Jlo, fabricat sota llicència per l'empresa catalana), suspensió oscil·lant i frens de tambor. La idea era oferir una moto fàcilment desmuntable que es pogués carregar al portamaletes del cotxe, però no va tenir gaire èxit i se'n fabricaren només 225 unitats.

## Característiques
Basada en la Mini Montesa, la Mini-Mini n'aprofitava bona part dels components (manillar, far, selló i motor). Les rodes, de 9", eren aprofitades del Microscooter. Estava pensada com a vehicle auxiliar per a embarcacions o segones residències, seguint l'exemple d'altres fabricants que ja en produïen algun de semblant, com ara Honda. Desmuntant-ne la pipa de la direcció, sense gairebé cap eina, se'n desprenia tota la part anterior.

### Fitxa tècnica
| Montesa Mini-Mini  | Montesa Mini-Mini        | Montesa Mini-Mini |
| ------------------ | ------------------------ | ----------------- |
| Id. Model          | 47M                      |                   |
| Núm. Sèrie         | 47M0001                  |                   |
| Anys               | 1970 - 1972              |                   |
| CC                 | 48,76                    |                   |
| Diàmetre x Carrera | 38 x 43 mm               |                   |
| Compressió         | 8:1                      |                   |
| CV                 | 1,6 a 6.400 rpm          |                   |
| Carburador         | Dell'Orto SHA14/10 10 mm |                   |
| Canvi              | Centrífug automàtic      |                   |
| Encesa             | Motoplat V.M.            |                   |
| Suspensió davant   | Bieletes oscil·lants     |                   |
| Suspensió darrera  | Oscil·lant               |                   |
| Pneumàtic davant   | 2,75 x 9                 |                   |
| Pneumàtic darrera  | 2,75 x 9                 |                   |
| Frens davant       | Tambor 105 mm            |                   |
| Frens darrera      | Tambor 105 mm            |                   |
| Pes en sec         | 44 kg                    |                   |
| Capacitat dipòsit  | 3,3 litres               |                   |
| Velocitat màxima   | 40 km/h                  |                   |

1. ↑  9:1 d'ençà de 1971